# Цехановець (гміна)
Гміна Цехановець (пол. Gmina Ciechanowiec) — місько-сільська гміна у східній Польщі. Належить до Високомазовецького повіту Підляського воєводства.
Станом на 31 грудня 2011 у гміні проживало 9195 осіб.

## Територія
Згідно з даними за 2007 рік площа гміни становила 201.46 км², у тому числі:
- орні землі: 68.00%
- ліси: 25.00%

Таким чином, площа гміни становить 15.72% площі повіту.

## Населення
Станом на 31 грудня 2011:
| Опис     | Загалом | Загалом | Чоловіки | Чоловіки | Жінки | Жінки |
| -------- | ------- | ------- | -------- | -------- | ----- | ----- |
| одиниця  | осіб    | %       | осіб     | %        | осіб  | %     |
| все      | 9195    | 100     | 4651     | 50.58    | 4544  | 49.42 |
| міське   | 4911    | 100     | 2423     | 49.34    | 2488  | 50.66 |
| сільське | 4284    | 100     | 2228     | 52.01    | 2056  | 47.99 |

## Сусідні гміни
Гміна Цехановець межує з такими гмінами: Боґути-П'янкі, Ґродзіськ, Клюково, Нур, Перлеєво, Рудка, Стердинь, Яблонна-Ляцька.